# Пап'є-маше

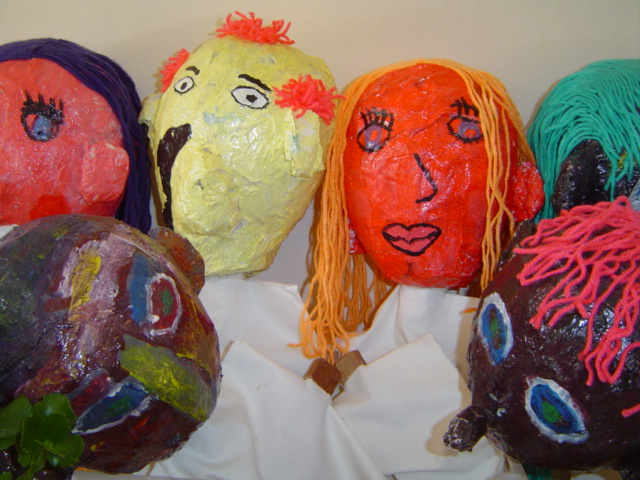
Голови ляльок з пап'є-маше на народних гуляннях

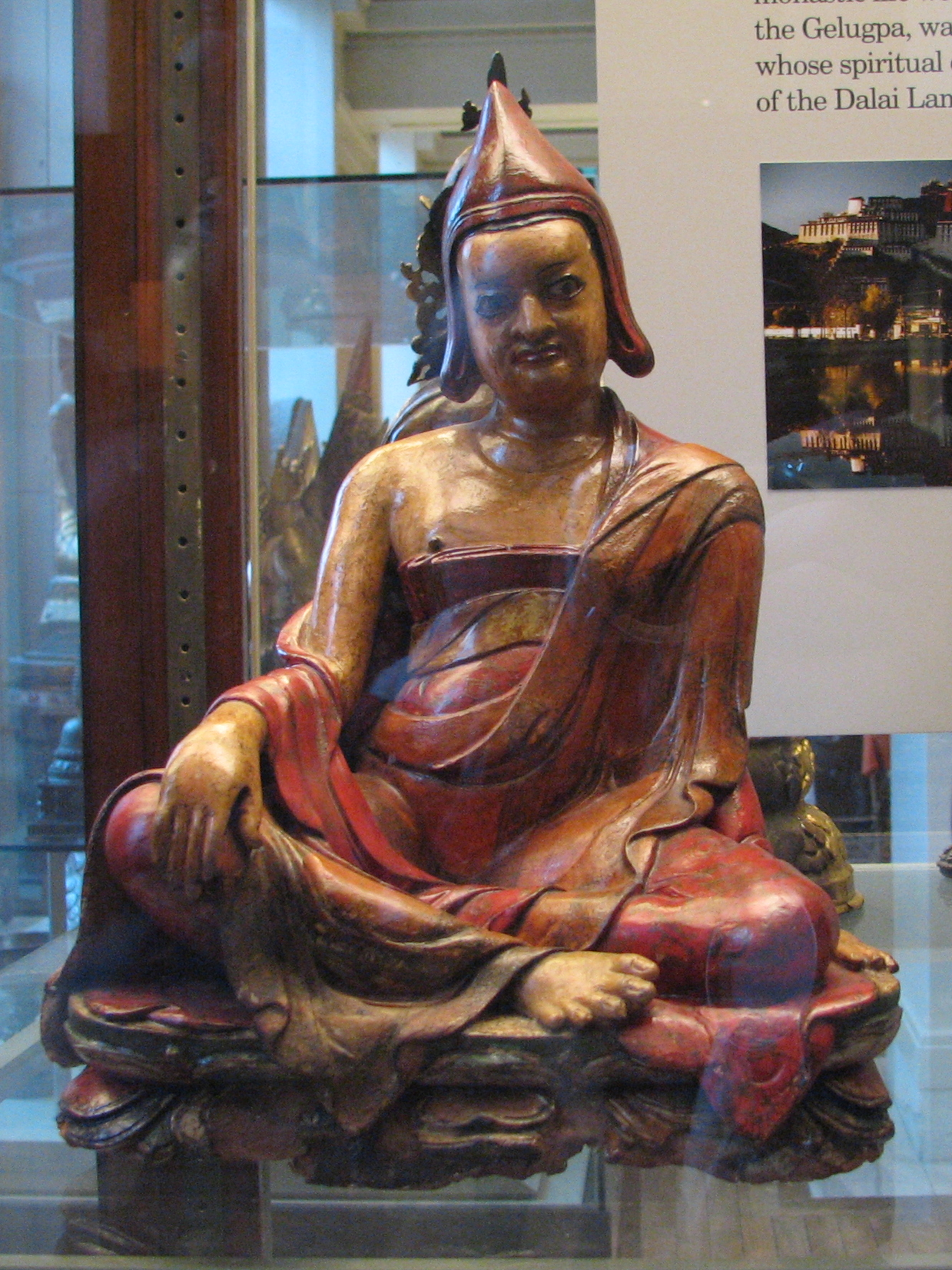
Скульптура лами з пап'є-маше

Пап'є́-маше́ (фр. papier mâché, букв. «жований папір») — композитний матеріал, що складається з паперових шматків або спеціальної пластичної целюлозної маси, іноді армований текстилем, і зв'язаний з допомогою адгезиву, наприклад, клеєм, крохмальним клейстером або клеєм для шпалер. З пап'є-маше виготовляють іграшки, маски, новорічні прикраси, муляжі овочів і фруктів в цілях навчальних наглядних матеріалів, голівки ляльок, театральні постаменти тощо. Вироби з пап'є-маше є набагато легшими і міцнішими, ніж з глини чи пластиліну.

## Техніка обробки
Є декілька методів для роботи з пап'є-маше. При роботі з матеріалом як хобі, як правило, працюють з вузькими смужками відірваного малопроклеєного газетного, вбирного, афішного, обгорткового паперу, які накладають одну на одну, або з «кашею» з подрібненого паперу, яку змішують з клеєм і, можливо, наповнювачем, таким як крейда. Ці техніки можуть бути об'єднаними. Матеріал можна шліфувати наждачним папером, якщо це необхідно. Спеціальна пластична целюлозна маса легко піддається формуванню.
Виготовлення виробів розпочинають з підготовки форми, яка може бути готовою, виліпленою з глини чи пластиліну і ін.
Якщо виріб обклеюють смужками паперу, то папір обов'язково рвуть, а не ріжуть ножицями — у рваного паперу краї ворсисті і добре склеюються на поверхні виробу. При обклеюванні виробу необхідно використовувати папір двох кольорів, щоб було видно наклеєні шари. Щоб виріб не приклеївся до форми, перший шар кладуть з шматочків паперу, змочених водою. Інші 6-8 шарів накладають з адгезивом. Кожен шар розгладжують пальцями, щоб прибрати зморшки чи видалити повітря. Наклеєний папір повинен сохнути 5-6 днів у місці, де б рівномірно висихала уся поверхня.

## Цікаві факти
В Іспанії кінець зими відзначається великим фестивалем вогню у Валенсії (фаль'янс), на якому спалюються величезні фігури з пап'є-маше на знак того, що старе повинне поступитися місцем новому.